# مالكوم باتن
مالكوم باتن (بالإنجليزية: Malcolm Batten) هو مجدف أسترالي، ولد في 12 مارس 1964 في لاونسستون في أستراليا.

## وصلات خارجية
- مالكوم باتن على موقع الاتحاد الدولي للتجديف (الإنجليزية)
- مالكوم باتن على موقع اللجنة الأولمبية الدولية (الإنجليزية)
- مالكوم باتن على موقع أوليمبيديا (الإنجليزية)
- مالكوم باتن على موقع اللجنة الأولمبية الأسترالية (الإنجليزية)
- مالكوم باتن على موقع اتحاد ألعاب الكومنولث (مؤرشف) (الإنجليزية)